# Communauté de communes des Lacs et Montagnes du Haut-Doubs
La communauté de communes des Lacs et Montagnes du Haut-Doubs est une communauté de communes française située dans le département du Doubs, en Franche-Comté, dans la région administrative Bourgogne-Franche-Comté.
Elle est née de la fusion de la Communauté de communes du Mont d'Or et des deux Lacs et de la Communauté de communes des Hauts du Doubs.

## Historique
Le projet de schéma départemental de coopération intercommunale de 2015 impose la fusion de Communauté de communes des Hauts du Doubs avec une autre structure intercommunale car le seuil de population de 5 000 habitants n'est pas atteint.
Il propose la fusion avec la Communauté de communes du Mont d'Or et des deux Lacs. Dénonçant un mariage forcé, 30 communes sur 32 ont émis un avis défavorable ; le préfet passe outre l'avis défavorable de la SDCI et impose le projet de fusion.

## Composition
La communauté de communes est composée des 32 communes suivantes :

| Nom                        | Code Insee | Gentilé                  | Superficie (km2) | Population (dernière pop. légale) | Densité (hab./km2) |
| -------------------------- | ---------- | ------------------------ | ---------------- | --------------------------------- | ------------------ |
| Les Hôpitaux-Vieux (siège) | 25308      | Trouille-Bourreaux       | 14,21            | 463 (2022)                        | 33                 |
| Brey-et-Maison-du-Bois     | 25096      | Les Cabas                | 6,18             | 179 (2022)                        | 29                 |
| Chapelle-des-Bois          | 25121      | Chapelands               | 39,69            | 259 (2022)                        | 6,5                |
| Châtelblanc                | 25131      | Castelblanciens          | 20,79            | 110 (2022)                        | 5,3                |
| Chaux-Neuve                | 25142      | Chauniers                | 28,31            | 333 (2022)                        | 12                 |
| Le Crouzet                 | 25179      | Crouzatiers              | 3,77             | 56 (2022)                         | 15                 |
| Fourcatier-et-Maison-Neuve | 25252      |                          | 2,75             | 124 (2022)                        | 45                 |
| Les Fourgs                 | 25254      | Bourris                  | 27,99            | 1 429 (2022)                      | 51                 |
| Gellin                     | 25263      | Alouniers                | 4,87             | 264 (2022)                        | 54                 |
| Les Grangettes             | 25295      | Tiercelets               | 5,38             | 323 (2022)                        | 60                 |
| Les Hôpitaux-Neufs         | 25307      | Trouille-Bourreaux       | 6,56             | 947 (2022)                        | 144                |
| Jougne                     | 25318      | Jougnards                | 29,03            | 1 915 (2022)                      | 66                 |
| Labergement-Sainte-Marie   | 25320      | Abergeurs                | 22,12            | 1 257 (2022)                      | 57                 |
| Longevilles-Mont-d'Or      | 25348      | B'sachards               | 13,25            | 615 (2022)                        | 46                 |
| Malbuisson                 | 25361      | Malbuissonnais           | 6,6              | 883 (2022)                        | 134                |
| Malpas                     | 25362      | Aigles                   | 5,78             | 287 (2022)                        | 50                 |
| Métabief                   | 25380      | Chats-Gris               | 5,76             | 1 395 (2022)                      | 242                |
| Montperreux                | 25405      |                          | 11,61            | 933 (2022)                        | 80                 |
| Mouthe                     | 25413      | Meuthiards               | 38,73            | 1 025 (2022)                      | 26                 |
| Oye-et-Pallet              | 25442      |                          | 10,45            | 714 (2022)                        | 68                 |
| Petite-Chaux               | 25451      | Petits-Chauliens         | 9,81             | 174 (2022)                        | 18                 |
| La Planée                  | 25459      | Cabats                   | 13               | 325 (2022)                        | 25                 |
| Les Pontets                | 25464      | Pontessiens              | 6,36             | 137 (2022)                        | 22                 |
| Reculfoz                   | 25483      | Reculfotiers             | 2,54             | 41 (2022)                         | 16                 |
| Remoray-Boujeons           | 25486      | Remouras et Bougeonniers | 15,15            | 456 (2022)                        | 30                 |
| Rochejean                  | 25494      | Brigands                 | 24,32            | 748 (2022)                        | 31                 |
| Rondefontaine              | 25501      | Rondefontains            | 2,72             | 38 (2022)                         | 14                 |
| Saint-Antoine              | 25514      | Chats borgnes            | 4,51             | 309 (2022)                        | 69                 |
| Saint-Point-Lac            | 25525      | Saint-Pointus            | 4,52             | 305 (2022)                        | 67                 |
| Sarrageois                 | 25534      | Sarrazins                | 13,22            | 194 (2022)                        | 15                 |
| Touillon-et-Loutelet       | 25565      |                          | 4,72             | 267 (2022)                        | 57                 |
| Les Villedieu              | 25619      |                          | 15,07            | 222 (2022)                        | 15                 |

## Administration

### Siège
La Communauté de Communes a son siège au 5 rue de la Caserne, 25370 Les Hôpitaux-Vieux. 

### Conseil communautaire
En 2017, 49 conseillers communautaires siégeait dans le conseil.
| Nombre de délégués | Communes |
| ------------------ | -------- |

### Présidence
La communauté d'agglomération est actuellement présidée par 
| Période   | Période  | Identité            | Étiquette | Qualité                                      |
| --------- | -------- | ------------------- | --------- | -------------------------------------------- |
| juin 2017 | En cours | Jean-Marie Saillard | UDI       | Artisan Maire de Les Villedieu (depuis 2001) |

## Compétences
La structure adhère au 
- Syndicat mixte du Parc naturel régional du Haut-Jura

## Litige au sujet de la fusion
Le tribunal administratif de Besançon suspend l'arrêté de la préfecture le 16 janvier 2017 après examen de la requête déposée par la communauté de communes du Mont d'Or et des deux lacs ainsi que les communes de Métabief, Labergement et les Fourgs. Cette suspension est rejetée par le Conseil d'État le 5 mai 2017.